# Dercsényi János Lajos
Báró dercsényi Dercsényi János Lajos (Tokaj, 1802. október 6. – Bécs, 1863. augusztus 29.) császári és királyi udvari tanácsos.

## Élete
Idősebb Dercsényi János és Kazinczy Júlia fia volt. Iskoláit Kassán és Sárospatakon végezte a jogtudományokkal együtt. Hivatalos pályáját Pesten mint gyakornok a királyi ügyigazgatóságnál kezdte, 1827-ben számfölötti igazgatósági ügyésszé, 1830. Bécsben az udvari kamaránál udvari titoknokká, 1834-ben valóságos udvari tanácsossá, 1836-ban a temesi kamarai igazgatóság elnökévé neveztetett ki. Ez idő alatt több irányban tudományos tapasztalatok gyűjtése végett utazásokat tett külföldön. Firenzében a gazdászatkedvelők akadémiájának tagjává választatott, Párizsban pedig a mezei gazdászat központi királyi társulata 1833. február 6. ülésében tartott értekezését ezüst emlékéremmel tisztelte meg. 1838. április 10.-én a birodalmi kincstár tanácsosává léptették elő s október 18. nőül vette báró Eichhoff Erzsébetet (Eichoff József, a bécsi pénzügyi osztály egykori elnökének leányát). 1839. március 21. Pál testvérével együtt örökös bárói és magyar mágnási rang- és méltóságra emeltetett. Az 1848. évi mozgalmak kezdetén (áprilisban) nyugalomba vonult és a bécsi Schottennegyedben nemzetőri kapitánnyá választatott.

## Munkái
- Bericht an die k. k. Landwirthschafts-Gesellschaft in Wien, über eine 1832–33. durch Italien, Frankreich, Spanien, England, Belgien und Deutschland unternommene Reise. Wien, 1834. (Magyarúl: D. J. rövid előterjesztése a bécsi cs. k. mezőgazdasági társasághoz 1832–33-ban dél- és nyugati Európán tett útja tapasztalatiról cz. mint melléklet az 1834. Társalkodóhoz; angolul és franciául is megjelent.)
- Studien über ein humanes Mittel gegen den Kommunismus, oder über das Humanitäts-Sistem der Volkswirthschaft, des Volksunterrichts und des politischen Volkslebens. Pest, 1846. Online (Magyarul: Tanulmányok a kommunizmusnak egy humanus ellenszeréről. Uo. 1846. Angolul is megjelent és a belga királytól ezen munkájáért a Lipót-rend lovag-keresztjét kapta.)
- Magyarországi hitbizományok átalakítási tervéről. Uo. 1847. (A m. tud. akadémia által száz aranynyal jutalmazott pályamunka.)
- Tanulmányok korunk két legfontosabb kérdése felett. Buda, 1849.
- Az én nevelési rendszeremnek alapvonalai. Uo. 1851. (Ism. M. Hirlap 1851. 466. 632. 637. 642. sz. 1852. 771. sz. Németül, Bécs, 1851. Online és franciául, Páris, 1851.)

Kézirati munkája: Gondolatok az industrialis kipallérozottságról irt értekezéséhez 1827.
Arcképe kőnyomatban Fourquemin rajza után Macontól Párizsban jelent meg névaláirásával.
Szakképzettségénél fogva irodalmi irányban is hatott tevékenysége; több államtudományi, bölcseleti és neveléstani értekezést irt.